# Krabat (Ballett)

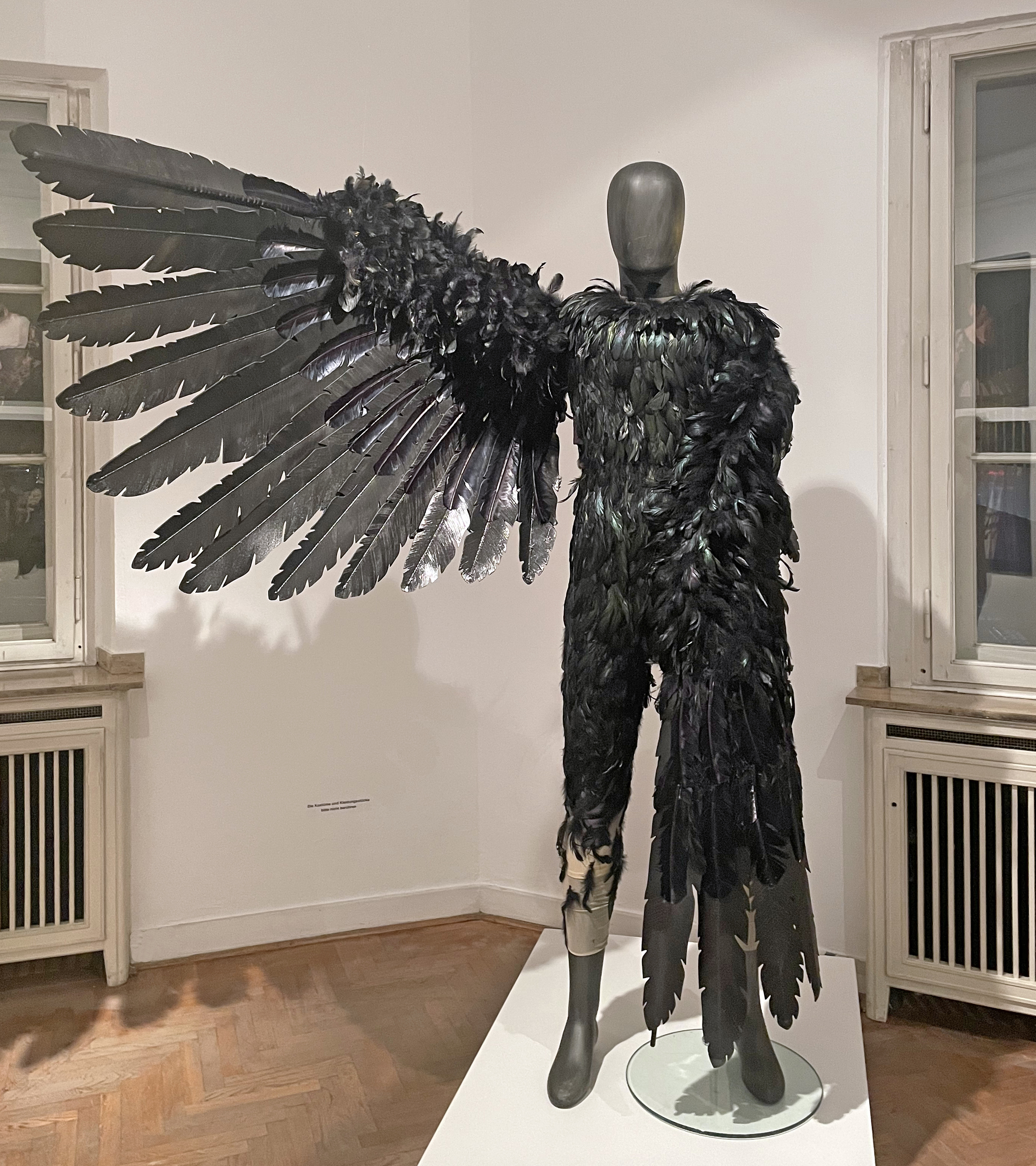
Originalkostüm des Raben aus Krabat, aus dem Fundus der Deutschen Oper am Rhein, anlässlich der Sonderausstellung „Costume X Fashion“ im Theatermuseum Düsseldorf (2023)

Krabat ist ein Handlungsballett in drei Akten von Demis Volpi nach dem gleichnamigen Jugendbuch von Otfried Preußler, das am 22. März 2013 am Stuttgarter Ballett uraufgeführt wurde.
Das Libretto schrieb Vivien Arnold. Die Musik stammt von Pēteris Vasks, Philip Glass, Krzysztof Penderecki; zudem wurden Klänge der Mäulesmühle aufgezeichnet und in die Musik integriert.